# Holomelina intermedia
Holomelina intermedia là một loài bướm đêm thuộc phân họ Arctiinae, họ Erebidae.